# Club Baloncesto Estudiantes 1993-1994
Questa voce raccoglie le informazioni riguardanti il Club Baloncesto Estudiantes nelle competizioni ufficiali della stagione 1993-1994.

## Stagione
La stagione 1993-1994 del Club Baloncesto Estudiantes è la 38ª nel massimo campionato spagnolo di pallacanestro, la Liga ACB.

## Roster
Aggiornato al 30 novembre 2021.
| Estudinates Caja Postal 1993-94 | Estudinates Caja Postal 1993-94 |
| Giocatori                       | Staff tecnico                   |
| ------------------------------- | ------------------------------- |

| N. | Naz.                   | Ruolo | Nome                | Anno | Alt.   | Peso   |  |
| -- | ---------------------- | ----- | ------------------- | ---- | ------ | ------ |  |
| 4  | Spagna (bandiera)      | P     | Pablo Martínez      | 1971 | 181 cm |        |  |
| 5  | Spagna (bandiera)      | G     | Gonzalo Martínez    | 1974 | 178 cm |        |  |
| 6  | Spagna (bandiera)      | P     | Mike Hansen         | 1970 | 185 cm |        |  |
| 7  | Spagna (bandiera)      | C     | Juan Antonio Orenga | 1966 | 206 cm | 98 kg  |  |
| 8  | Spagna (bandiera)      | G     | Álex Escudero       | 1974 | 194 cm |        |  |
| 9  | Stati Uniti (bandiera) | A     | Bob Harstad         | 1969 | 198 cm | 102 kg |  |
| 10 | Stati Uniti (bandiera) | AG    | Jeff Sanders        | 1966 | 203 cm | 102 kg |  |
| 10 | Slovenia (bandiera)    | C     | Slavko Kotnik       | 1962 | 206 cm |        |  |
| 11 | Spagna (bandiera)      | AP    | Alberto Herreros    | 1969 | 200 cm | 98 kg  |  |
| 12 | Ucraina (bandiera)     | C     | Gennadij Ouspenski  | 1969 | 210 cm |        |  |
| 12 | Stati Uniti (bandiera) | AG    | Bo Outlaw           | 1971 | 203 cm | 100 kg |  |
| 12 | Stati Uniti (bandiera) | AG    | Mike Schlegel       | 1963 | 203 cm | 100 kg |  |
| 13 | Spagna (bandiera)      | C     | Iñaki de Miguel     | 1973 | 205 cm | 100 kg |  |
| 14 | Croazia (bandiera)     | GA    | Danko Cvjetićanin   | 1963 | 198 cm | 90 kg  |  |
| 15 | Spagna (bandiera)      | AC    | Rafa Vecina         | 1964 | 205 cm |        |  |
| -  | Spagna (bandiera)      | P     | Francisco García    | 1974 | 190 cm |        |  |
| -  | Spagna (bandiera)      | AG    | Félix Sánchez       | 1974 | 203 cm |        |  |

| Allenatore                                                            |
| - Miguel Ángel Martín                                                 |
| Assistente/i                                                          |
| - Pepu Hernández Legenda - (C) Capitano - (IN) Inattivo - Infortunato |

## Mercato

### Sessione estiva
| Acquisti | Acquisti           | Acquisti        | Acquisti   | Acquisti |
| R.a      | Nome               | da              | Modalità   |          |
| -------- | ------------------ | --------------- | ---------- | -------- |
| AG       | Jeff Sanders       | Valladolid      | definitivo |          |
| P        | Mike Hansen        | LSU Tigers      | definitivo |          |
| C        | Gennadij Ouspenski | Budivelnyk Kiev | definitivo |          |

| Cessioni | Cessioni             | Cessioni    | Cessioni       | Cessioni |
| R.       | Nome                 | a           | Modalità       |          |
| -------- | -------------------- | ----------- | -------------- | -------- |
| AC       | Rickie Winslow       | Free agent  | fine contratto |          |
| P        | Nacho Azofra         | Siviglia    | fine contratto |          |
| C        | Alfonso Reyes        | Málaga      | fine contratto |          |
| AG       | Juan Antonio Aguilar | Fuenlabrada | fine contratto |          |
| G        | Juan Aísa            | Ourense     | fine contratto |          |
| AC       | John Pinone          |             | ritirato       |          |

### Dopo l'inizio della stagione
| Acquisti | Acquisti      | Acquisti        | Acquisti          | Acquisti   |
| R.       | Nome          | da              | Data              | Modalità   |
| -------- | ------------- | --------------- | ----------------- | ---------- |
| A        | Bob Harstad   | Free agent      | 30 settembre 1993 | definitivo |
| AG       | Bo Outlaw     | Free agent      | ottobre 1993      | definitivo |
| AG       | Mike Schlegel | Pau-Lacq-Orthez | ottobre 1993      | definitivo |
| C        | Slavko Kotnik | Reyer Venezia   | gennaio 1994      | definitivo |

| Cessioni | Cessioni           | Cessioni         | Cessioni      | Cessioni       |
| R.       | Nome               | a                | Data          | Modalità       |
| -------- | ------------------ | ---------------- | ------------- | -------------- |
| C        | Gennadij Ouspenski | Coruña           | ottobre 1993  | rescissione    |
| AG       | Bo Outlaw          | Gr. Rapids Hoops | dicembre 1993 | fine contratto |
| A        | Bob Harstad        | Free agent       | gennaio 1994  | rescissione    |
| AG       | Jeff Sanders       | Fort Wayne Fury  | gennaio 1994  | rescissione    |